# Drexciya
Drexciya — одна из самых знаменитых и влиятельных команд в американском экспериментальном техно. Одна из немногих групп, использующих техно как политическое средство для эффективной критики расового неравенства и уничтожения андеграундных сообществ. Они привнесли широчайший социальный и эстетический спектр проблем в стиль, в котором верность биту является единственным условием.
Музыка Drexciya — это слияние раннего электро и техно с элементами эйсида и индастриала. Быстрый ударный каркас и острый, кусачий ритм Drexciya — одни из самых бескомпромиссных в современном
техно. По некоторым данным, всю музыку Drexciya записывают живьём, что придает ей (а в особенности релизам на Shockwave и Underground Resistance) жизненное ощущение.

## История
Эта электронная группа была основана в 1989 году в Detroit (штат Мичиган). Первый сингл у Drexciya вышел в 1992 году.
Но вошёл в общественное внимание он лишь в 1994 г. с синглом «Водное Вторжение» — первого из тематического ряда выпусков.
Джеймс Стинсон Дрекскии и Джеральд Дональд скрывались под псевдонимами большую часть существования группы, сообщая сложную личную мифологию расы «Drexciyan» подводных обитателей, произошедшей от беременных черных рабынь, брошенных за борт во время перехода через атлантику. В пределах этой беллетристики их музыка — которого они требовали, была записана «живой студии», а не запрограммирована, как предполагалось в «размерный jumphole» между их чёрными африканскими корнями и современными США.
Из-за тесного сотрудничества с лейблом-группой «Мэд» Майка Бэнкса («Mad» Mike Banks) Underground Resistance и классической традиции «безличного» техно (до сих пор неизвестны имена членов группы) Drexciya получила безупречную репутацию на самой кромке экспериментов детройтской школы. Членами группы называли всех от Джеффа Миллса (Jeff Mills) до Майка Парадинаса (Mike Paradinas — Mu-Ziq). Несмотря на постоянную принадлежность Drexciya к андеграунду, группа выпускала свои релизы на таких лейблах, как Warp и Rephlex.

## Дискография

### Альбомы
- The Quest (1997), Submerge
- Neptune’s Lair (1999), Tresor
- Harnessed the Storm (2002), Tresor
- Grava 4 (2002), Clone

### Мини-альбомы и синглы
- «Deep Sea Dweller» (1992), Shockwave Records
- «Drexciya 2: Bubble Metropolis» (1993), Underground Resistance
- «Aquatic Invasion» (1994), Underground Resistance
- «Drexciya 3: Molecular Enhancement» (1994), Rephlex, Submerge
- «Drexciya 4: The Unknown Aquazone» (1994), Submerge
- «The Journey Home» (1995), Warp Records
- «The Return Of Drexciya» (1996), Underground Resistance
- «Uncharted» (1998), Somewhere In Detroit
- «Fusion Flats» (1999), Tresor
- «Hydro Doorways» (2000), Tresor
- «Digital Tsunami» (2001) Tresor
- «Drexciyan R.E.S.T. Principle» (2002), Clone

### Сборники
- The Quest (1997) Submerge